# Поварово I
Поварово I (Поварово-Перше (рос. Поварово I)) — вузлова залізнична станція головного ходу Жовтневої залізниці (Ленінградський напрямок Мосвузла) у селищі Поварово міському окрузі Солнечногорськ/Солнечногорському районі Московської області. Входить до складу Московського центра організації роботи залізничних станцій ДЦС-1 Жовтневої дирекції управління рухом. За обсягом роботи віднесена до 4 класу.
У межах станції розташовані два зупинних пункти (кожен з береговими платформами) для електропотягів:
- Однойменний (Поварово I) у північно-західній горловині станції (дві колії), розташований на насипу і мосту над автомобільною дорогою, що проходить через селище.
- Поваровка у південно-східній горловині станції (дві колії), біля шляхопроводу Великого кільця МЗ, можлива пішохідна пересадка на платформу 142 км Великого кільця.

Станція є передавальною між Жовтневою і Московською залізницями. Примикають дві сполучні колії (№ 2 і № 5) на Велике кільце МЗ (Поварово I — Поварово III), але приміського пасажирського руху по ним немає. Раніше розв'язка з Великим кільцем складалася з п'яти сполучних колій, але три з них були розібрані і не діють — колія № 3 від Поварово III на Москву, колія № 7 від Москви на Поварово II, колія № 1 від Поварово II на Поварово I (остання має діючу тупикову дільницю від станції Поварово I).
До 1996 року потяги далекого сполучення з Санкт-Петербурга у південні райони Росії прямували сполучною колією на Велике кільце МЗ. З 1996 році частина цих потягів стали курсувати через Москву (Москва-Пасажирська-Курська).